# Eudioctria albius
Eudioctria albius är en tvåvingeart som först beskrevs av Walker 1849.  Eudioctria albius ingår i släktet Eudioctria och familjen rovflugor. Inga underarter finns listade i Catalogue of Life.